# مارتي باريت
مارتي باريت (بالإنجليزية: Marty Barrett)‏ هو لاعب كرة قاعدة أمريكي، ولد في نوفمبر 1860 في بورت هنري في الولايات المتحدة، وتوفي في 29 يناير 1910 في هوليوك في الولايات المتحدة.